# Melittomma coomani
Melittomma coomani är en skalbaggsart som beskrevs av Maurice Pic 1945. Melittomma coomani ingår i släktet Melittomma och familjen varvsflugor. Inga underarter finns listade i Catalogue of Life.